# لايتون إليوت
لايتون إليوت (بالإنجليزية: Leighton Elliott)‏ هو لاعب كرة قدم بريطاني في مركز الدفاع، ولد في 23 أكتوبر 1984 في جزر كايمان في المملكة المتحدة. شارك مع منتخب جزر كايمان لكرة القدم. أما مع النوادي، فقد لعب مع George Town SC ‏.

## وصلات خارجية
- لايتون إليوت على موقع الاتحاد الدولي (مؤرشف)  (الإنجليزية)
- لايتون إليوت على موقع قاعدة بيانات كرة القدم.إي يو (الإنجليزية)
- لايتون إليوت على موقع ناشيونال فوتبول تيمز (الإنجليزية)
- لايتون إليوت على موقع Soccerway.com (الإنجليزية)